# Gauntlett Rowe
Gauntlett Rowe (1945 – Saint Louis, 13 novembre 1980) è stato un calciatore giamaicano, di ruolo portiere.

## Carriera

### Club
In patria gioca nel Cornwall College.
Nel marzo 1967 viene acquistato dagli statunitensi del St. Louis Stars, franchigia impegnata nella NPSL 1967. Nel corso della stagione passa ai canadesi del Toronto Falcons.

### Nazionale
Rowe ha giocato nella nazionale di calcio della Giamaica e con i caraibici chiude nel 1968 all'ultimo posto del Gruppo 3 delle qualificazioni al campionato mondiale di calcio 1970 della CONCACAF.

## Statistiche

### Cronologia presenze e reti in Nazionale
| Cronologia completa delle presenze e delle reti in nazionale ― Giamaica | Cronologia completa delle presenze e delle reti in nazionale ― Giamaica | Cronologia completa delle presenze e delle reti in nazionale ― Giamaica | Cronologia completa delle presenze e delle reti in nazionale ― Giamaica | Cronologia completa delle presenze e delle reti in nazionale ― Giamaica | Cronologia completa delle presenze e delle reti in nazionale ― Giamaica | Cronologia completa delle presenze e delle reti in nazionale ― Giamaica | Cronologia completa delle presenze e delle reti in nazionale ― Giamaica |
| Data                                                                    | Città                                                                   | In casa                                                                 | Risultato                                                               | Ospiti                                                                  | Competizione                                                            | Reti                                                                    | Note                                                                    |
| ----------------------------------------------------------------------- | ----------------------------------------------------------------------- | ----------------------------------------------------------------------- | ----------------------------------------------------------------------- | ----------------------------------------------------------------------- | ----------------------------------------------------------------------- | ----------------------------------------------------------------------- | ----------------------------------------------------------------------- |
| 27-11-1968                                                              | San José                                                                | Costa Rica                                                              | 3 – 0                                                                   | Giamaica                                                                | Qual. Mondiali 1970                                                     | -3                                                                      |                                                                         |
| 1º-12-1968                                                              | San José                                                                | Costa Rica                                                              | 3 – 1                                                                   | Giamaica                                                                | Qual. Mondiali 1970                                                     | -3                                                                      |                                                                         |
| Totale                                                                  |                                                                         | Presenze                                                                | 2                                                                       |                                                                         | Reti                                                                    | -6                                                                      |                                                                         |